# Riksdagen 1602
Riksdagen 1602 ägde rum i Stockholm.
Ständerna sammanträdde maj 1602. 
Riksdagen föreslog nya rådsmedlemmar som i avsaknad av kung, utsågs av hertig Karl. Översyn av lagar diskuteras och formerna för kungens högsta domsrätt.
Riksdagen avslutades den 17 juni 1602.